# Hippopodina tahitiensis
Hippopodina tahitiensis är en mossdjursart som först beskrevs av Leca och Jean-Loup d'Hondt 1993.  Hippopodina tahitiensis ingår i släktet Hippopodina och familjen Hippopodinidae. Inga underarter finns listade i Catalogue of Life.